# Cee Lo Green... Is the Soul Machine
Cee-Lo Green... Is the Soul Machine, pubblicato nel 2004, è il secondo album da solista di Cee Lo Green, dopo il primo lavoro sperimentale Cee-Lo Green and His Perfect Imperfections del 2002. All'album collaborano importanti artisti come Jazze Pha, Timbaland, Ludacris e Pharrell Williams.

## Tracce
1. Intro - 0:23
2. Soul Machine - 1:40
3. The Art of Noise (feat. Pharrell) - 3:46
4. Living Again - 3:37
5. I'll Be Around (feat. Timbaland) - 3:41
6. The One (feat. Jazze Pha & T.I.) - 4:43
7. My Kind of People (feat. Jazze Pha & Menta Malone) - 3:54
8. Childz Play (feat. Ludacris) - 3:54
9. I am Selling Soul - 4:16
10. All Day Love Affair - 4:12
11. Evening Newz (feat. Chazzie & Sir Cognac The Conversation) - 4:12
12. Scrap Metal (feat. Big Rube & G-Rock) - 4:40
13. Glockapella - 5:21
14. When We Were Friends - 3:43
15. Sometimes - 5:04
16. Let's Stay Together (feat. Pharrell) - 3:54
17. Die Trying - 4:05
18. What Don't You Do? (outro) - 0:20